# Омар Арфуш
Омар Арфуш (араб. عمر حرفوش; народився 20 квітня 1969 року в Триполі, Ліван) — бізнесмен, композитор. Власник комунікаційної групи в Україні, відомий у Франції завдяки участі в реаліті-шоу «Я знаменитість, забери мене звідси!» та за чисельними появами на світських вечірках, у відео та відомих журналах. Він постійний донор та гість благодійних заходів AMFAR у Каннах.
Співвласник міжнародного телеканалу HDFashion & LifeStyle. Власник французького журналу Entrevue.

## Кар'єра в Україні
Омар Арфуш має ліванське походження. Спільно з братом, Валідом Арфуш, Омар є співзасновником медіагрупи «Супернова», до складу якої входить FM-радіо «Радіо Супернова» в Києві, Україна. Він редактор та видавець журналу «Paparazzi» російською мовою.
Заявивши, що «світ моди потребує революції», Омар разом з Валідом Арфуш заснували компанію, зі штаб-квартирою в Женеві, яка займалась організацією конкурсів краси в Україні, журі якої були Інтернет користувачі..
В серпні 2023 року Омар сумісно з дружиною Юлією Арфуш стали новими власниками телеканалу HDFashion & LifeStyle.

## Кар'єра у Франції
В квітні 2006 року Омар Арфуш став відомий широкій публіці у Франції завдяки участі в реаліті-шоу «Я знаменитість, забери мене звідси!» на користь Репортерів без кордонів. Під час шоу він став центром суперечок, коли сказав, що він став жертвою «расистських висловлювань» (у нього чорна шкіра) Маріеля Гойтшель
Він організував конкурс «Міс Європа» з голандською телевізійно-продюсерською компанією «Endemol», в той час представлений на TF1, але згодом канал вирішив продати його.
У травні 2006 року, після участі в радіопередачі Cauet dechire на Fun Radio, він подав скаргу проти Cauet за наклеп і расові образи, заяви, які були проголошені під час шоу та опубліковані журналом Entrevue у липні 2006 року Через кілька місяців Cauet було визнано винною у публічному наклепі на особу та засуджено до сплати штрафу в розмірі 500 та одного євро відшкодування збитків. , у тому числі два проти Женев'єв де Фонтене і чотири проти Entrevue.
У жовтні 2006 року він опублікував книгу «Mystères, scandales et… fortune» (Таємниці, скандали та. . . Фортуна). Того ж року він випустив свою автобіографію "Омар Арфуш: Сповідь мільйонера ".
В жовнті 2023 року Омар придбав французький журнал Entrevue.

## Громадська діяльність
Арфуш запустив масштабний антикорупційний проєкт у Лівані. Разом з депутатами Європарламенту він нібито виявив на іноземних рахунках кошти, вкрадені з бюджету Лівану, також він «стверджує», що вилучив перші 150 мільйонів доларів.
Омар Арфуш отримав нагороду за свою композицію «Рятуючи одне життя — ти рятуєш людство» під час 11-ї церемонії CAEL AWARDS у Дубаї. Твір був представлений у ряді значущих місць, включаючи Європейську Комісію в Брюсселі, акцентуючи на темах гармонії та солідарності.

## Політична діяльність
Омар балатувався на загальних виборах 15 травня 2022 року у виборчому окрузі Триполі. Він не буде обраний, але це не завадить йому продовжувати виступати за «неконфесійну виборчу систему, яка гарантує більшу репрезентативність і більшу свободу для громадян Лівану». Боротьба з корупцією також є для нього пріоритетом. На конференції в Римі, в парламенті Італії, він нагадав, що «ми повинні боротися з високим рівнем корупції, який впливає на країну, і гарантувати фундаментальні права ліванських чоловіків і жінок, включаючи право на спадщину для всіх, релігійну свободу і догляд за дітьми для жінок. Я також маю намір надихатися італійською правовою системою, оскільки вважаю її однією з найефективніших на європейському рівні, з точки зору підходу до боротьби з організованою злочинністю.»
Починаючи з кінця 2022 року він збільшить кількість своїх поїздок і міжнародних зустрічей, щоб захистити свій проєкт інституційної реформи. В Італії він отримав підтримку члена парламенту Роберто Баньяско (Forza Italia), який під час колоквіуму 9 березня 2023 року заявив: "Увага, яку ми приділяємо Лівану, продиктована нашим бажанням сприяти його переходу до третьої, більш ліберальної республіки., що виходить за межі конфесійної схеми, як пропагує наш друг Арфуш «. Він також отримає підтримку Керол Мозлі-Браун, першої афроамериканки, обраної до Сенату США. Вона, близька подруга президента США Джо Байдена, котра сказала на прес-конференції 22 лютого 2023 року, що поговорить з президентом США про Омара Арфуша та його проект Третьої республіки».
Омар Арфуш також відзначився своїми заявами щодо Ізраїлю. Після історичної угоди про морський кордон між Ліваном та Ізраїлем він виступає за міцний економічний мир і проводить кампанії за мирні відносини між двома країнами.